# Descida de Maria

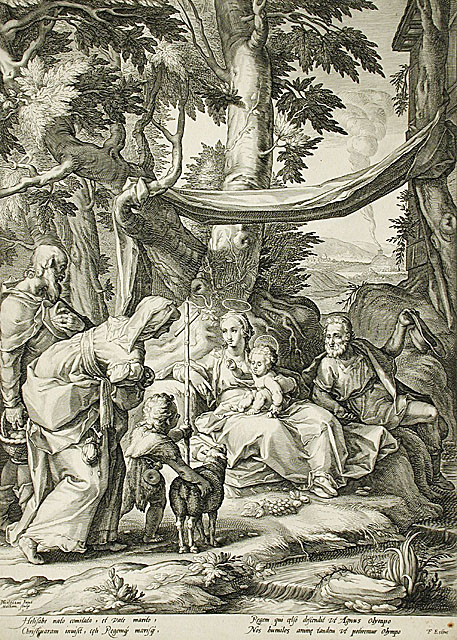
Zacarias, Isabel e o menino João Batista.
Gravura de autoria desconhecida, circa 1590, atualmente no Museu do condado de Los Angeles.

A Descida de Maria (em grego:  Γεννα Μαριας - Genna Marias) é uma obra menor entre os apócrifos do Novo Testamento que é conhecido apenas através de uma menção feita em Panarion de Epifânio de Salamina, que também cita uma passagem curta. Epifânio atribui o conto aos gnósticos.
O trecho é sobre a história da morte de Zacarias, o pai de João Batista, que supostamente teve uma visão de um homem "na forma de um asno" enquanto estava queimando incenso no Templo. Quando ele aparece, ele fica primeiro incapaz de falar e, quando consegue relatar a sua visão, é morto pelos que estão à sua volta. A história está em consonância com outros escritos gnósticos e com a descrição do pensamento gnóstico feito por Orígenes, e também com o Proto-Evangelho de Tiago.
O resto da obra não sobreviveu. A data mais provável da obra é o meio do século II d.C.